# Léčba alkoholismu

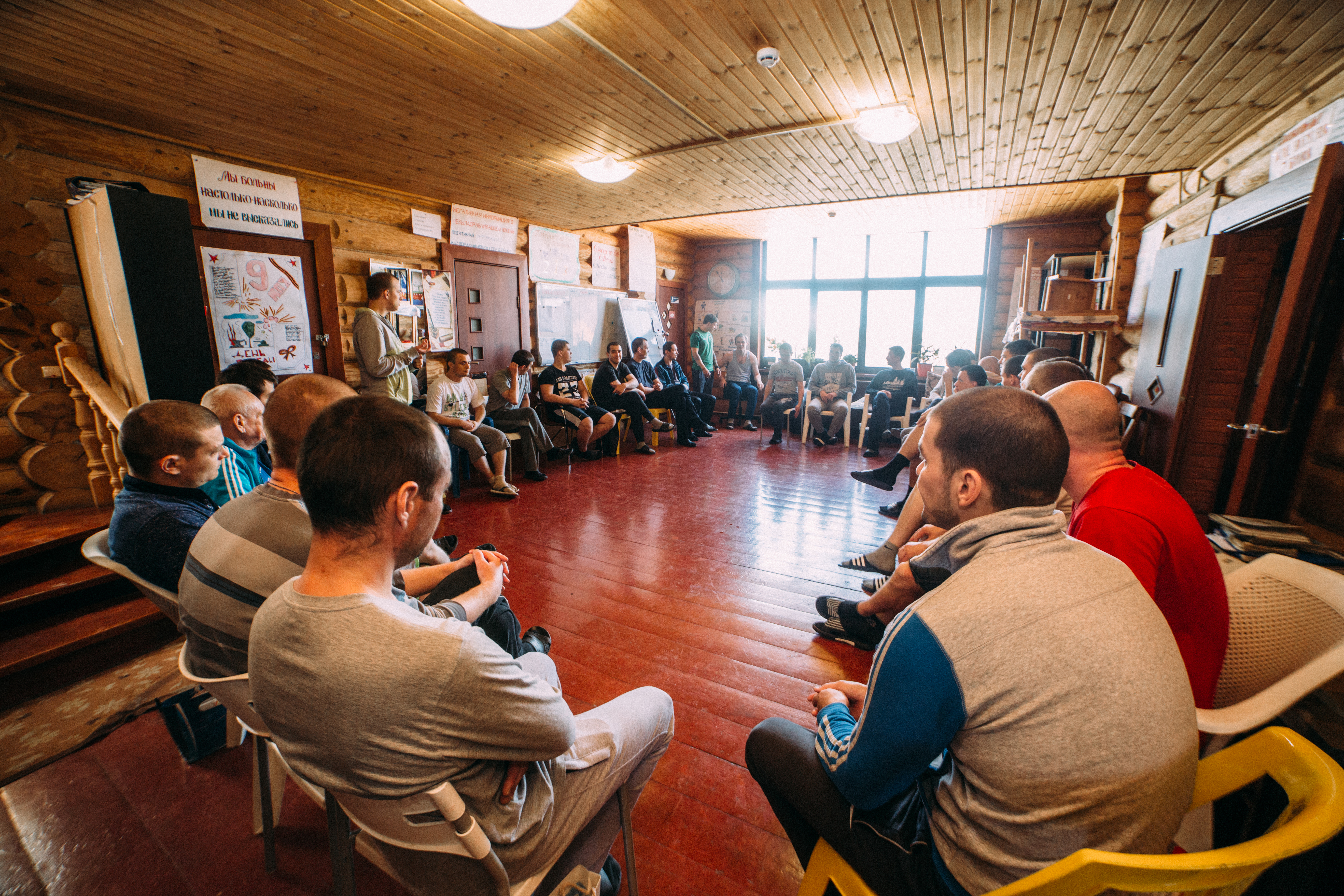
Terapeutická skupina v rehabilitačním centru.

Léčba alkoholismu se odvíjí od míry závažnosti problému a přidružených obtíží. Prevencí, výzkumem a léčbou závislosti na alkoholu se zabývá adiktologie.

## Kontrolovaná konzumace alkoholu
Kontrolovaná konzumace alkoholu je moderní terapeutický přístup, který se využívá v případě méně rozvinutých forem závislosti. Je vhodný zejména pro abusery a rizikové pijáky, jejichž závislostní chování má především psychologické spouštěče.
Je to nástroj sekundární prevence, tedy preventivní terapie, která pomáhá lidem ohroženým závislostí přehodit „včas výhybku“ a vrátit se k rekreačnímu, nízkorizikovému užívání. Terapie Kontrolované konzumace probíhá ambulantní formou a trvá většinou tři až pět měsíců.
Metoda má počátky v 70. letech 20. století, kdy manželé Söbellovi provedli první studii. O rozšíření terapie Kontrolované konzumace se v Evropě zasloužil především německý adiktolog Joachim Koerkel. Typická léčba představuje 10–15 sezení, optimálně s týdenním odstupem. Jedná se o vzdělávání klienta, které přechází ke stanovení cílů a k nastartování procesu vnitřní změny. Terapie se vyhodnocuje a stanoví cíle na další období. V Česku převažuje při léčbě alkoholismu abstinenční metoda.
Non-abstinentní léčbu lze podpořit léky, které potlačují chuť se napít a blokují opiodní receptory v mozku. Mezi nejčastěji užívané léky se řadí nalmefen, známý pod obchodním názvem Selincro.

## Abstinenční ambulantní terapie
V případě závažnějších forem závislosti má abstinence své nezastupitelné místo. Kromě samotného odnětí alkoholu a podpory závislého v tomto záměru pokračovat, je většinou nutné postupně změnit i dosavadní denní režim a zažité rituály abstinujícího.
K podpoře závislého se využívají v prvních dnech abstinence benzodiazepiny, například diazepam a léky tlumící třes, například Tiapridal. Abstinenční terapie lze také kombinovat s averzivním farmakem disulfiram, který se prodává pod obchodním názvem Antabus.

## Hospitalizace v psychiatrické nemocnici
U nejtěžších forem alkoholismus je třeba zahájit léčbu odbornou detoxifikací, která může proběhnout pouze v nemocničním prostředí. Příznaky z odnětí, z nichž nejzávažnější je delirium tremens , totiž mohou závislého ohrozit i na životě.
Alkoholový detox trvá zhruba týden, poté následuje léčebný pobyt, který trvá zpravidla minimálně tři měsíce.

## Doléčovací terapie
Po ukončení hospitalizace je nutné absolvovat doléčovací ambulantní terapii. Během této terapie je třeba s abstinujícím alkoholikem upevňovat jeho abstinenční záměr, podporovat ho v krizových situacích a věnovat pozornost prevenci relapsu.
Doléčovací terapie by měla trvat minimálně tři měsíce.